# Puteri Indonesia 2023
Puteri Indonesia 2023 fue la 26.ª edición de Puteri Indonesia. Se llevó a cabo el 19 de mayo de 2023 en el Centro de Convenciones de Yakarta, Yakarta, Indonesia. Al final del evento, Puteri Indonesia 2022, Laksmi Shari De-Neefe Suardana de Bali, coronó a Farhana Nariswari Wisandanade de Java Occidental 1, como su sucesora.
A partir de esta edición, Puteri Indonesia perdió los derechos para seleccionar y enviar a la representante de Indonesia a la competencia de Miss Universo. Puteri Indonesia 2023 representó a Indonesia en Miss Internacional 2023.
Puteri Indonesia Lingkungan 2022 y Puteri Indonesia Pariwisata 2022, Cindy May McGuire de RCE Yakarta 5 y Adinda Cresheilla de Java Oriental también coronaron a sus sucesoras. Puteri Indonesia Pariwisata 2023 representó a Indonesia en Miss Supranacional 2023 y Puteri Indonesia Lingkungan 2023 representó a Indonesia en Miss Charm 2024.

## Antecedentes

### Selección de candidatas
10 candidatas fueron elegidas a través de sus concursos provinciales. Fueron Sumatra Meridional, Lampung, Bantén, Java Oriental, Bali, Islas menores de la Sonda occidentales, Borneo Oriental, Célebes Meridional, Célebes Central y Célebes Septentrional. 29 candidatas fueron seleccionadas por los jueces a través de una audición realizada en Yakarta, cuatro por el público a través de la votación pública y dos comodín de exalumnas. El 11 de abril de 2023, la Organización Puteri Indonesia anunció las dos últimas candidatas, no del comodín de exalumnas, sino del quinto y sexto lugar de la votación pública. En total, 45 candidatas compiten por el título, lo que la convierte en la mayor participación de Puteri Indonesia hasta la fecha.

## Resultados

### Principal
Puteri Indonesia 2023
     Puteri Indonesia Pariwisata 2023
     Puteri Indonesia Lingkungan 2023
| Posiciones                                                      | Candidata | Posición alcanzada                     |
| --------------------------------------------------------------- | --- | -------------------------------------- |
| Puteri Indonesia 2023 (Miss Internacional Indonesia)            | - Java Occidental 1 - Farhana Nariswari Wisandana | No clasificó - Miss Internacional 2023 |
| Puteri Indonesia Pariwisata 2023 (Miss Supranacional Indonesia) | - Java Oriental - Yasinta Aurellia | Top 20 - Miss Supranacional 2023       |
| Puteri Indonesia Lingkungan 2023 (Miss Charm Indonesia)         | - Lampung - Lulu Zaharani | Por competir - Miss Charm 2024         |
| Top 6                                                           | - Tercera finalista RE Yogyakarta - Dinda Nur Safira - Cuarta finalista RCE Yakarta 2 - Puteri Modiyanti § - Quinta finalista Bangka-Belitung 2 - Patricia Bella Olina § Δ | No compiten                            |
| Top 15                                                          | - Aceh 2 - Insyira Muthia Khansa - Bali - Anak Agung Sagung Istri Nanda Widya Saraswati - Borneo Oriental - Andi Natasya Priyanka Jonsen Simanjuntak - RCE Yakarta 1 - Giok Kinski Maharani Detri Ayusta - RCE Yakarta 5 - Fidelia Prabajati - RCE Yakarta 6 - Sabrina Aisha Putri Eben § - Papúa - Yunita Alanda Monim - Sumatra Meridional - Jelita Gabriella Putri - Islas menores de la Sonda occidentales - Diajeng Aulya Sekartaji | No compiten                            |

Δ Votada en el Top 6 por el público

§ Votada en el Top 15 por el público

### Premios especiales
| Premio                                   | Candidata |
| ---------------------------------------- | --- |
| Mejor Perfil de Video                    | - Célebes Central - Daniella Claudia Aqwila - Célebes Septentrional - Elisha Gabriell Rosalina Lumintang - RE Yogyakarta 1 - Dinda Nur Safira                     |
| Mejor Abogacía                           | - Bangka-Belitung 1 - Christine Priscilla Malau - RE Yogyakarta 1 - Dinda Nur Safira - Papúa Occidental 1 - Veronica Angelina Windy Hapsari                       |
| Miss Fotogénica                          | - Islas menores de la Sonda orientales - Alexandra Maria Carla Agnes Nogo Ladjar - Papúa - Yunita Alanda Monim - Borneo Occidental - Ashwiza Hanafie              |
| Mejor Pasarela                           | - Bengkulu - Della Dwi Oktarina - Java Oriental - Yasinta Aurellia - RCE Yakarta 1 - Giok Kinski Maharani Detri Ayusta                                            |
| Mejor Maquillaje                         | - RCE Yakarta 2 - Puteri Modiyanti - Lampung - Lulu Zaharani Krisna Widodo - Célebes Meridional - Tita Kamila Syafruddin                                          |
| Puteri Indonesia Berbakat (Miss Talento) | - Molucas septentrionales - Callista Sarah Desya Tutuarima - Islas Riau - Agatha Jessica Margareth Siahaan - Papúa Occidental 1 - Veronica Angelina Windy Hapsari |
| Mejor Traje Tradicional                  | - Bali - Anak Agung Sagung Istri Nanda Widya Saraswati - Java Oriental - Yasinta Aurellia - RCE Yakarta 5 - Fidelia Prabajati                                     |
| Mejor Traje de Noche                     | - Java Central - Eudia Isabelle - Lampung - Lulu Zaharani Krisna Widodo - Islas menores de la Sonda occidentales - Diajeng Aulya Sekartaji                        |

## Candidatas
45 candidatas fueron seleccionadas.
| Provincia                              | Candidata                                     | Edad | Ciudad natal        |
| -------------------------------------- | --------------------------------------------- | ---- | ------------------- |
| Sumatra                                |                                               |      |                     |
| Aceh 1                                 | Dwi Annisa Ramadhanty                         | 25   | Banda Aceh          |
| Aceh 2                                 | Insyira Muthia Khansa                         | 22   | Montasik            |
| Bangka-Belitung 1                      | Christine Priscilla Malau                     | 25   | Sungailiat          |
| Bangka-Belitung 2                      | Patricia Bella Olina                          | 22   | Pangkalpinang       |
| Bengkulu                               | Della Dwi Oktarina                            | 25   | Bengkulu            |
| Islas Riau                             | Agatha Jessica Margareth Siahaan              | 23   | Batam               |
| Jambi                                  | Sindy Novela                                  | 22   | Tebo                |
| Lampung                                | Lulu Zaharani Krisna Widodo                   | 19   | West Tulang Bawang  |
| Riau                                   | Nita Indriani                                 | 23   | Pekanbaru           |
| Sumatra Meridional                     | Jelitha Gabriella Putri                       | 21   | Musi Banyuasin      |
| Sumatra Occidental                     | Wahyuni Andira Kuruseng                       | 25   | Padang              |
| Sumatra Septentrional                  | Tabitha Christabela Napitupulu                | 25   | Medan               |
| Java                                   |                                               |      |                     |
| RCE Yakarta 1                          | Giok Kinski Maharani Detri Ayusta             | 25   | Yakarta             |
| RCE Yakarta 2                          | Puteri Modiyanti                              | 25   | Yakarta             |
| RCE Yakarta 3                          | Andi Karisha Alifputri                        | 25   | Yakarta             |
| RCE Yakarta 4                          | Juni Safitri                                  | 23   | Yakarta             |
| RCE Yakarta 5                          | Fidelia Prabajati                             | 24   | Yakarta             |
| RCE Yakarta 6                          | Sabrina Aisha Putri Eben                      | 24   | Yakarta             |
| Bantén                                 | Salsabila Dinitasari Y                        | 25   | Tangerang del Sur   |
| Java Occidental 1                      | Farhana Nariswari Wisandana                   | 26   | Bandung             |
| Java Occidental 2                      | Salma Maulina Wijaya                          |      | Bandung             |
| Java Central                           | Eudia Isabelle                                | 26   | Brebes              |
| RE Yogyakarta 2                        | Dinda Nur Safira                              | 23   | Sleman              |
| RE Yogyakarta 2                        | Bianca Havika Aidi                            | 25   | Yogyakarta          |
| Java Oriental                          | Yasinta Aurellia                              | 19   | Sidoarjo            |
| Islas menores de la Sonda              |                                               |      |                     |
| Bali                                   | Anak Agung Sagung Istri Nanda Widya Saraswati | 20   | Denpasar            |
| Islas menores de la Sonda occidentales | Diajeng Aulya Sekartaji                       | 24   | Mataram             |
| Islas menores de la Sonda orientales   | Alexandra Maria Carla Nogo Ladjar             | 23   | Lembata             |
| Kalimantan                             |                                               |      |                     |
| Borneo Occidental                      | Ashwiza Hanafie                               | 26   | Singkawang          |
| Borneo Meridional                      | Flora Gracia Rumenta Siagian                  | 23   | Banjarmasin         |
| Borneo Central                         | Adelina Novita Veronica Manurung              | 22   | Palangka Raya       |
| Borneo Oriental                        | Andi Natasya Priyanka Jonsen Simanjuntak      | 21   | Samarinda           |
| Borneo Septentrional                   | Mustika Cempaka Dini                          | 22   | Tana Tidung         |
| Célebes                                |                                               |      |                     |
| Célebes Meridional                     | Tita Kamila Syafruddin                        | 24   | Luwu del Norte      |
| Célebes Occidental 1                   | May Angel Sembiring                           | 22   | Mamasa              |
| Célebes Occidental 2                   | Dita Ayu Wulandari                            | 23   | Pasangkayu          |
| Célebes Suroriental                    | Sri Rahmisari Rembulan                        | 23   | Kendari             |
| Célebes Central                        | Daniella Claudia Aqwilla Sumarno              | 23   | Palu                |
| Célebes Septentrional                  | Elisha Gabriell Rosalina Lumintang            | 22   | Minahasa del Norte  |
| Gorontalo                              | Neunneu Anggraeni Putri                       | 25   | Gorontalo           |
| Indonesia Oriental                     |                                               |      |                     |
| Molucas                                | Lady Kendra Karsodinomo Pattiata              | 22   | Molucas Central     |
| Molucas septentrionales                | Callista Sarah Desya Tutuarima                | 26   | Halmahera del Norte |
| Papúa Occidental 1                     | Veronica Angelina Windy Hapsari               | 25   | Sorong              |
| Papúa Occidental 2                     | Chindy Agata Bosawer                          |      | Sorong              |
| Papúa                                  | Yunita Alanda Monim                           | 25   | Jayapura            |